# Peniuar

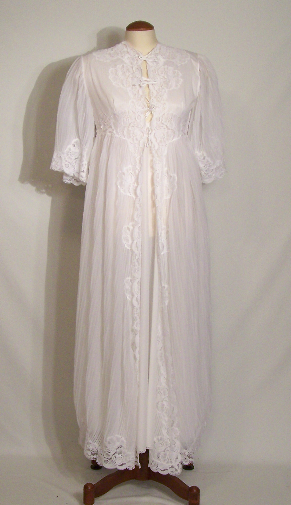
Peniuar

Peniuar (fr. peignoir) – okrycie kobiece, wywodzące się od podwłośnika. Stworzono je do noszenia w nocy oraz w sypialni. Jest to rodzaj koszuli nocnej. Po raz pierwszy peniuar pojawił się we Francji w XVIII wieku, gdzie imitował – obecny w tamtym czasie – kobiecy styl noszenia sukienek od stóp do głów w ciągu dnia.
Nazwa pochodzi od francuskiego peigner (pe.ɲe) – czesać.
Peniuary były obszerne i luźne, z cienkich tkanin, zdobione koronkami i falbanami. Były używane w domu, zwłaszcza przy robieniu toalety, w XVIII-XX wieku.